# نصف الدنيا (مجلة)
نصف الدنيا هي مجلة اجتماعية شهرية تصدر عن مؤسسة الأهرام. تأسست المجلة سنة 1990 وكانت تصدر أسبوعيا كل يوم أحد منذ 18 فبراير 1990. تم تعديل توقيت صدور المجلة ليصبح صباح الخميس من كل أسبوع، بدءا من الخميس 11 مارس 2021. وفي إبريل 2024 تم ضم المجلة إلى مجلة البيت وتعديل توقيت صدورها لتصبح شهرية ويتم إصدارها مع مجلة البيت برئاسة تحرير سوسن مراد عز العرب.
ترأس تحرير المجلة الكاتبة الصحفية سوسن مراد عز العرب اعتبارا من 7 إبريل 2024 ، وحتى الآن. من الأبواب الثابتة في المجلة «طفلك بالدنيا» و«سيدتي الجميلة» و«اكشف ولا تدفع» و«الدنيا بخير» و«دنيا ودين» و«بالقانون».يصدر مع المجلة ملحق شهري مصور بعنوان «أحلى دنيا» لأهم الاجتماعيات التي تقام في مصر.

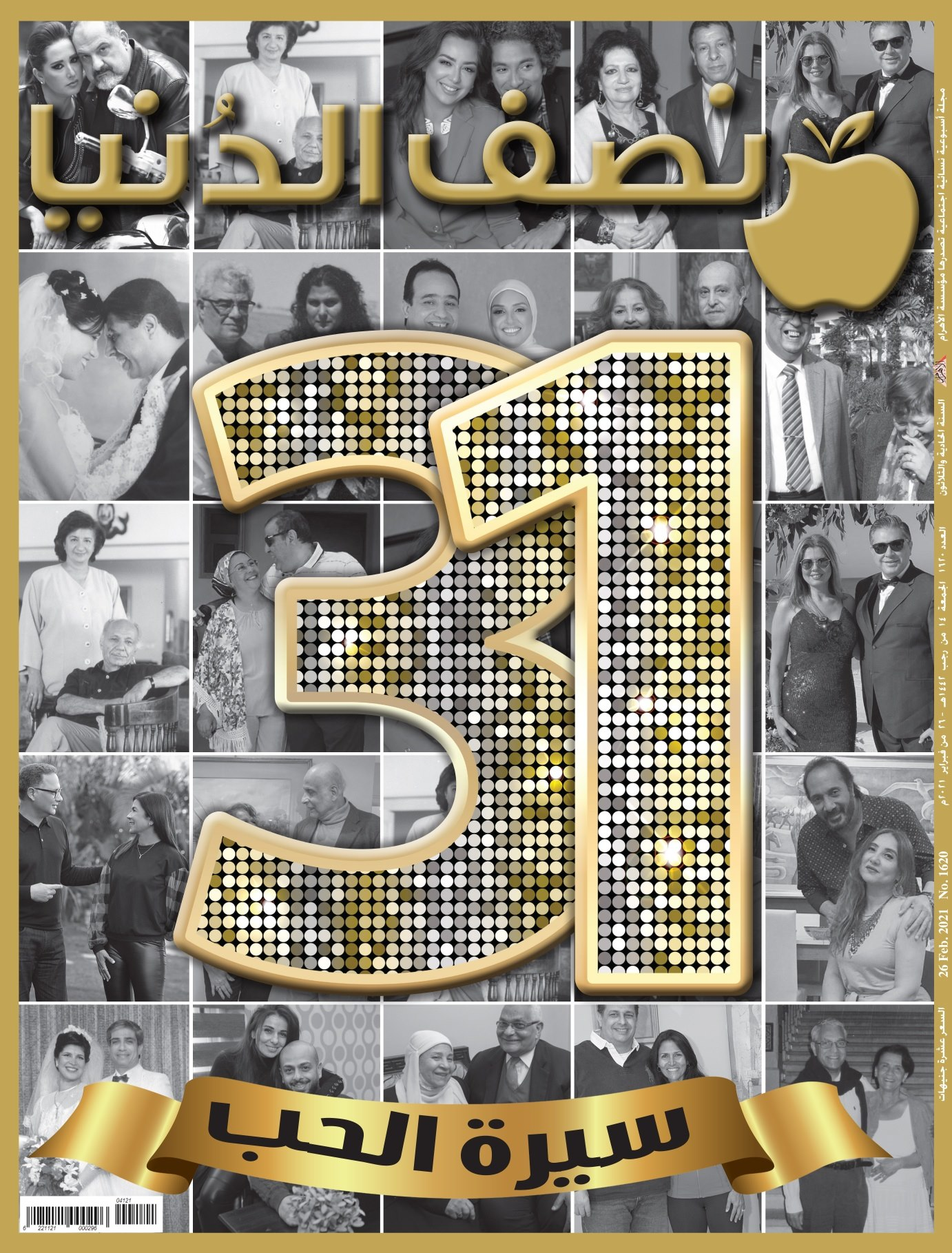
غلاف عدد مجلة نصف الدنيا بمناسبة مرور 31 عاما على صدور عددها الأول

## وصلات خارجية
- الموقع الرسمي